# Santiago Bernabéu stadion
A Santiago Bernabéu stadion (spanyolul: Estadio Santiago Bernabéu) a Real Madrid CF labdarúgó-stadionja Madridban. Fennállásának 60. évfordulóján az UEFA hivatalosan is elismerte mint "Elite" vagy ötcsillagos stadiont. A világ egyik leghíresebb futballstadionja. Négyszer volt BEK/BL-döntő helyszíne (1957, 1969, 1980, 2010), továbbá az 1964-es labdarúgó-Európa-bajnokság és az 1982-es labdarúgó-világbajnokság egyik helyszíne volt.

## Fekvése

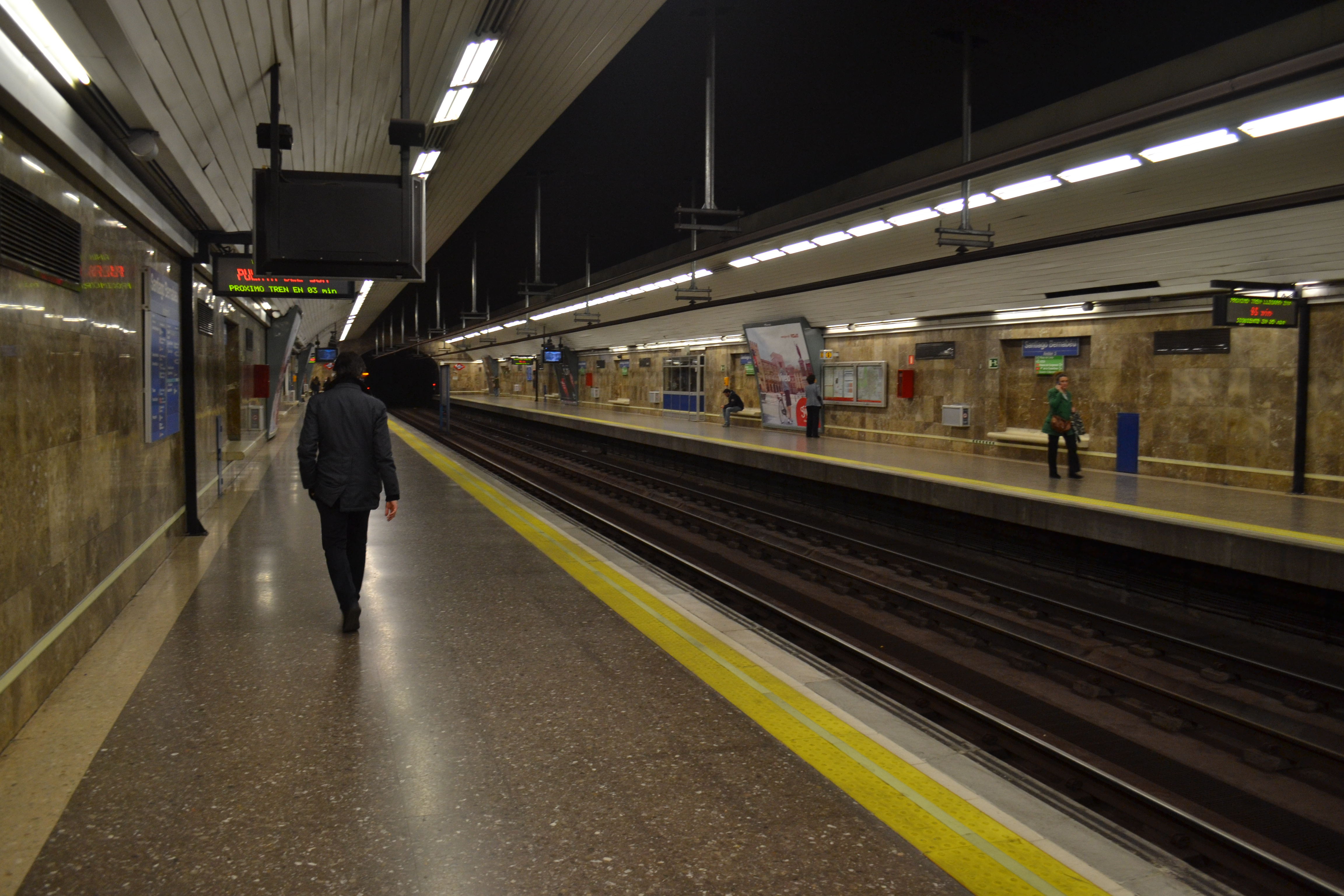
A metróállomás

A stadionnak külön metrómegállója van, Madrid metróhálózatának 10-es vonalán, a neve Santiago Bernabéu. Madrid üzleti negyedének szívében van. 

## Története

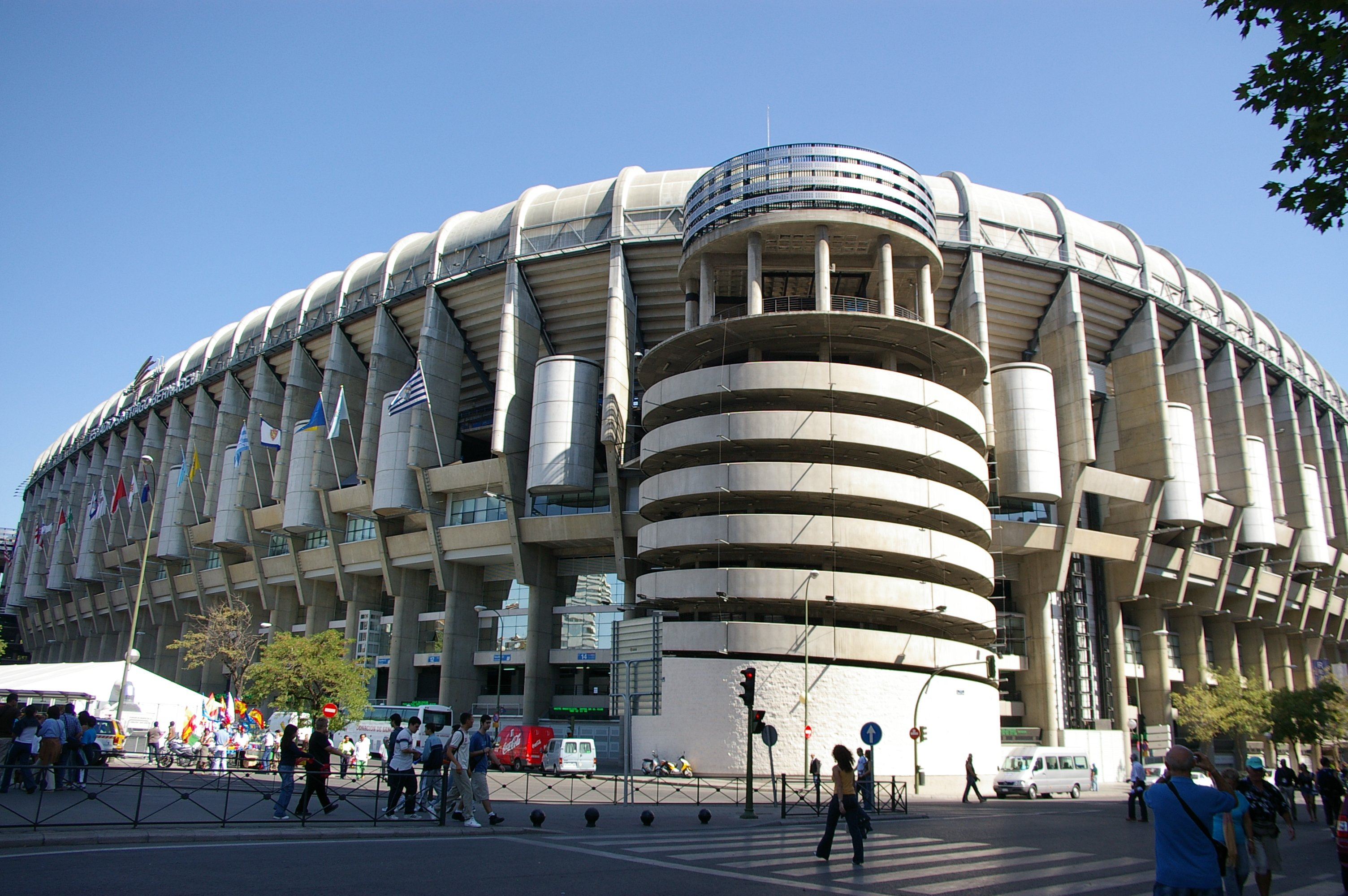
A Santiago Bernabéu kívülről

Építésének talajmunkái 1944. október 27-én kezdődtek. Eredeti neve Estadio Chamartín volt. A stadion nyitómeccsét a Real Madrid az egy évvel korábbi portugál bajnokkal, az Os Belenenses csapatával játszotta. A meccset a Madrid nyerte, 3–1-re. Mostani nevét 1955. január 4-én kapta a Real Madrid akkori elnöke, Santiago Bernabéu tiszteletére.
A befogadóképessége gyakran változott, a csúcsérték 120 000 volt az 1953-as bővítés után. Azóta a modernizálások során ez többször is csökkent (az utolsó állóhelyek az 1998–99-es szezonban tűntek el, miután az UEFA szabályzatban megtiltotta az állóhelyeket az UEFA érdekeltségű versenyeken). Az utolsó változtatás 2003-ban volt, amikor 80 400-ra emelték a befogadóképességet. Az utolsó átalakítási terv Florentino Pérezé volt, az exelnöké, aki elhúzható tetőt akart építeni a stadionra, viszont második megválasztása után az elnök megbukott és tervei feledésbe merültek.

## Jelentős mérkőzések
Négyszer volt BEK/BL-döntő helyszíne (1957, 1969, 1980, 2010), valamint az 1964-es labdarúgó-Európa-bajnokság és az 1982-es labdarúgó-világbajnokság egyik helyszíne is volt.
| Kiírás                                                                  | Résztvevők        | Résztvevők     | Végeredmény |
| ----------------------------------------------------------------------- | ----------------- | -------------- | ----------- |
| 1957-es BEK-döntő                                                       | Real Madrid       | Fiorentina     | 2–0         |
| 1964-es labdarúgó-Európa-bajnokság, döntő                               | Spanyolország     | Szovjetunió    | 2–1         |
| 1969-es BEK-döntő                                                       | AC Milan          | Ajax           | 4–1         |
| 1980-as BEK-döntő                                                       | Nottingham Forest | Hamburger SV   | 1–0         |
| 1982-es labdarúgó-világbajnokság, döntő                                 | Olaszország       | NSZK           | 3–1         |
| 1985-ös UEFA-kupa-döntő, 2. mérkőzés                                    | Real Madrid       | Videoton       | 0–1         |
| 1995–1996-os UEFA-bajnokok ligája (csoportkör) (D csoport, 1. mérkőzés) | Real Madrid       | Ferencváros    | 6–1         |
| 2010-es UEFA-bajnokok ligája-döntő                                      | Bayern München    | Internazionale | 0–2         |